# Brünn Sígrs
Die Brünn Sígrs sind ein tschechisches American-Football-Team aus Brünn, das 2009 zunächst als Bílovice Sígrs gegründet wurde und 2012 erstmals an einem Wettbewerb der tschechischen American-Football-Föderation teilgenommen hat. 2016 fusionierte das Team mit den Brünn Pitbulls und spielt seitdem als Brünn Sígrs in der 2. tschechischen Liga. Ein B-Team ist in der 4. tschechischen Liga aktiv.

## Erfolge
Die Brünn Sígrs gewannen dreimal das als „Bronze Bowl“ bezeichnete Endspiel der 3. tschechischen Liga und im Jahre 2016 in der ersten Zweitliga-Saison den „Silver Bowl“ durch ein 67:0 gegen die Pilsen Patriots. 2017 erreichten die Sigrs wieder das Endspiel, verloren dieses aber mit 31:38 gegen die Brünn Alligators.
| Anzahl | Team        | Jahre            |
| ------ | ----------- | ---------------- |
| 2×     | Silver Bowl | 2016, 2025       |
| 3×     | Bronze Bowl | 2012, 2014, 2015 |

## Saison 2017
| Sp. | Heimmannschaft        | Gast                  | Ergebnis | Austragungsort          |
| --- | --------------------- | --------------------- | -------- | ----------------------- |
| 1   | Brünn Sígrs           | Brünn Alligators      | 21 : 21  | Ragby Bystrc, Brünn     |
| 2   | Ústí nad Labem Blades | Brünn Sígrs           | 28 : 47  | Olšinky, Ústí nad Labem |
| 3   | Prague Hippos         | Brünn Sígrs           | 20 : 62  | Motorlet, Prag          |
| 4   | Brünn Sígrs           | Pilsen Patriots       | 42 : 7   | Ragby Bystrc, Brünn     |
| 5   | Pilsen Patriots       | Brünn Sígrs           | 28 : 35  | Bolevec, Pilsen         |
| 6   | Brünn Sígrs           | Ústí nad Labem Blades | 27 : 12  | Ragby Bystrc, Brünn     |
| 7   | Brünn Alligators      | Brünn Sígrs           | 21 : 40  | Ragby Bystrc, Brünn     |
| 8   | Brünn Sígrs           | Prague Hippos         | 44 : 34  | Ragby Bystrc, Brünn     |

| Pl. | Team                  | Sp. | Gesamt | H     | A     | Punkte | Diff. |
| --- | --------------------- | --- | ------ | ----- | ----- | ------ | ----- |
| 1   | Brünn Sígrs           | 8   | 7/1/0  | 3/1/0 | 4/0/0 | 15:1   | +140  |
| 2   | Brünn Alligators      | 8   | 6/1/1  | 3/0/1 | 3/1/0 | 13:3   | +146  |
| 3   | Pilsen Patriots       | 8   | 3/0/5  | 1/0/3 | 2/0/2 | 6:10   | −12   |
| 4   | Ústí nad Labem Blades | 8   | 3/0/5  | 2/0/2 | 1/0/3 | 6:10   | −67   |
| 5   | Prague Hippos         | 8   | 0/0/8  | 0/0/4 | 0/0/4 | 0:16   | −207  |

Stand: 25. Juni 2017
Erläuterungen:   = Qualifikation für den Silver Bowl

### Silver Bowl  2017
| Nr. | Finaldatum   | Sieger           | Finalist    | Ergebnis | Austragungsort      |
| --- | ------------ | ---------------- | ----------- | -------- | ------------------- |
| XII | 9. Juli 2017 | Brünn Alligators | Brünn Sígrs | 38:31    | Ragby Bystrc, Brünn |